# Skala eolska kościelna
Posłuchaj:Skala eolska kościelnaⓘ
Skala eolska kościelna - siedmiostopniowa skala muzyczna wypracowana w średniowieczu w celach sakralnych. Skala współcześnie jest używana w muzyce jazzowej. Na jej bazie powstała współcześnie używana skala molowa.